# John Fairchild
John Russell Fairchild (Encinitas, 28 aprile 1943) è un ex cestista statunitense, professionista nella NBA e nella ABA.

## Carriera
È stato selezionato dai Los Angeles Lakers al secondo giro del Draft NBA 1965 (16ª scelta assoluta).